# 강시선생 5 - 신강시선생
《강시선생 5 - 신강시선생》(新彊屍先生: Mr. Vampire 1992)는 홍콩에서 제작된 유관위 감독의 1992년 공포, 코미디 영화이다. 임정영 등이 주연으로 출연하였다.

## 출연

### 주연
- 임정영
- 오군여
- 관수미

### 조연
- 허관영
- 전소호
- 담개흔
- 서만화
- 누남광
- 진혜민
- 임보이
- 우마
- 예룽쭈